# Magdalena Kozioł
Magdalena Kozioł (ur. 14 września 1981) – polska judoczka.
Była zawodniczka klubów: WTJ Satori Wodzisław Śląski (1994–2001), KS AZS AWFiS Gdańsk (2002-2009). Trzykrotna medalistka zawodów Pucharu Świata seniorek (Sofia 2002 – brąz, Praga 2003 – brąz, Mińsk 2003 – srebro). Wicemistrzyni Europy juniorek 2000. Brązowa medalistka zawodów Pucharu Europy w Londynie 2009. Dwukrotna wicemistrzyni świata policji 2008 (w kat. ponad 78 kg i open). Szesnastokrotna medalistka mistrzostw Polski seniorek: złota w 2001 w kategorii powyżej 78 kg, czterokrotna srebrna w kategorii open (2001, 2003, 2004, 2008) oraz jedenastokrotna brązowa (2002 – pow. 78 kg i open, 2003, 2004 i 2005 – pow. 78 kg, 2006 i 2007 – pow. 78 kg i open, 2008 i 2009 – pow. 78 kg). Młodzieżowa mistrzyni Polski 2001 oraz trzykrotna mistrzyni Polski juniorek (1999, 2000, 2001).